# Menzura (pojedynek)

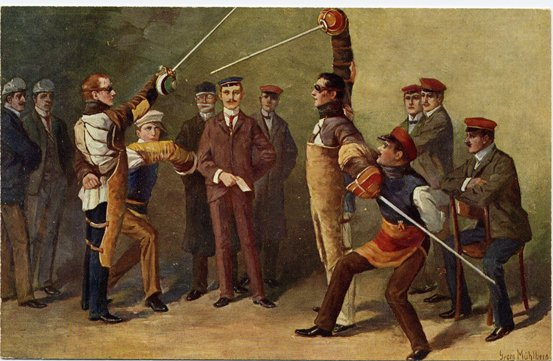
Menzura między korporantami Corps Saxo-Borussia Heidelberg (po lewej) i Corps Vandalia Heidelberg (po prawej). Obok uczestników uzbrojeni sekundanci z ugiętymi kolanami, pośrodku sędzia. Obraz Georg Mühlberg (1900)

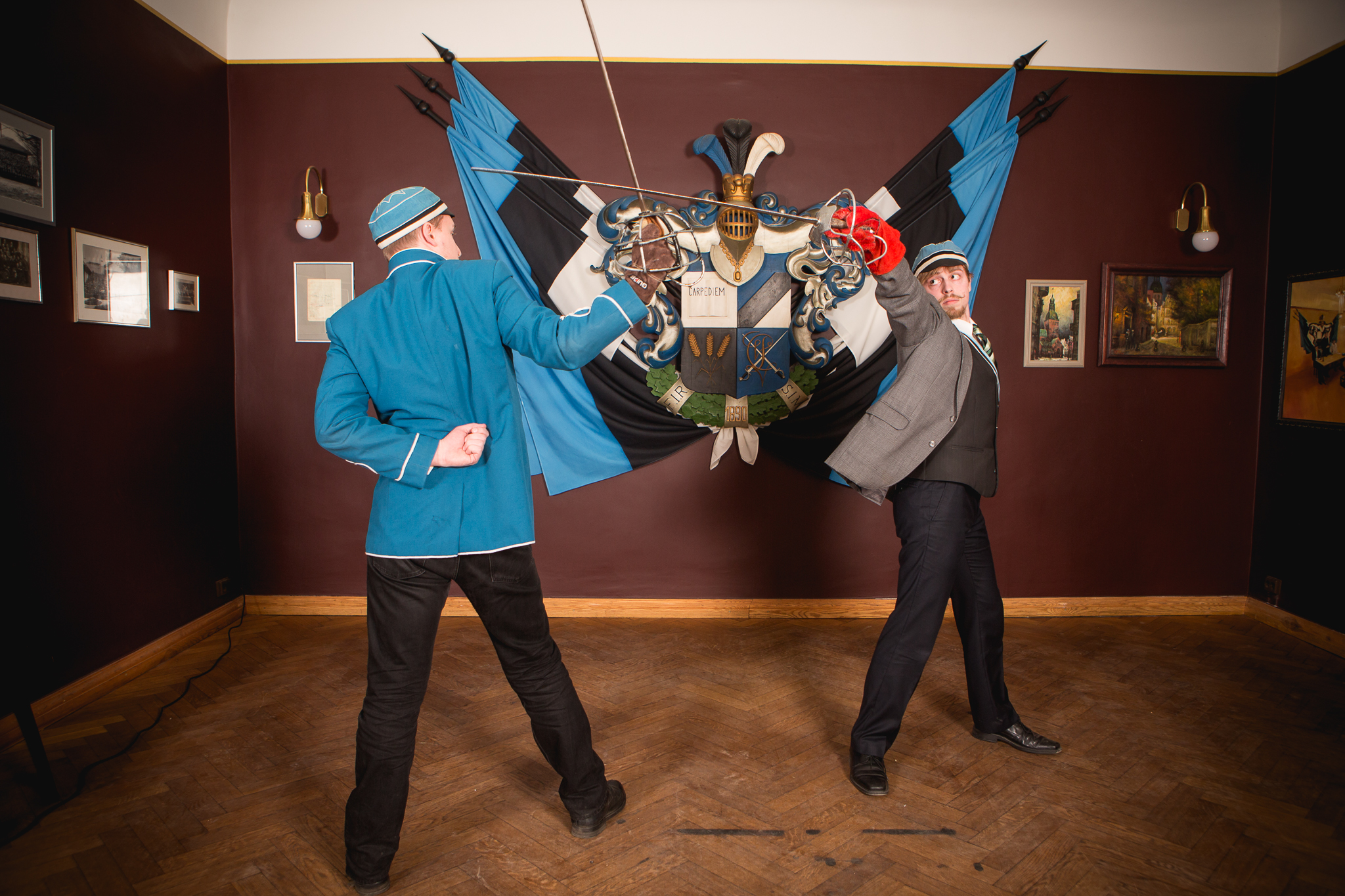
Demonstracja menzury przez korporantów z Estonii (2016)

Menzura (z łac. mensura, „miara”) – w języku polskim odstęp między dwoma uczestnikami pojedynku, niekiedy również sam pojedynek. W korporacjach akademickich tradycyjna forma pojedynku nazywana również szermierką akademicką. W menzurze uczestniczą członkowie różnych korporacji lub tej samej korporacji, a jej przebieg jest ściśle skodyfikowany.
W okresie II Rzeczypospolitej wśród polskich korporacji akademickich istniał silny ruch sprzeciwiający się rozwiązywaniu spraw honorowych za pomocą pojedynków, które zostały odrzucone przez niektóre stowarzyszenia.

## Typy broni i odniesienia symboliczne
W czasie menzur w części korporacji zamiast broni białej stosowano pistolety (tzw. menzura pistoletowa wprowadzona w XIX wieku przez korporację Konwent Polonia). Od tego, czy stowarzyszenie uznaje menzurę na broń białą, czy broń palną, zależy sposób noszenia bandy korporacyjnej, symbolizującej pas do broni: jeśli korporacja uznaje pojedynki na broń białą, bandy są noszone z prawego ramienia na lewy bok, a jeśli pojedynki na pistolety, z lewego ramienia na prawy bok.
Odniesienie do menzur stanowi również wykrzyknik występujący w cyrklach korporacyjnych, symbolizujący gotowość udzielenia satysfakcji honorowej z bronią w ręku.

## Przebieg i rodzaje menzur

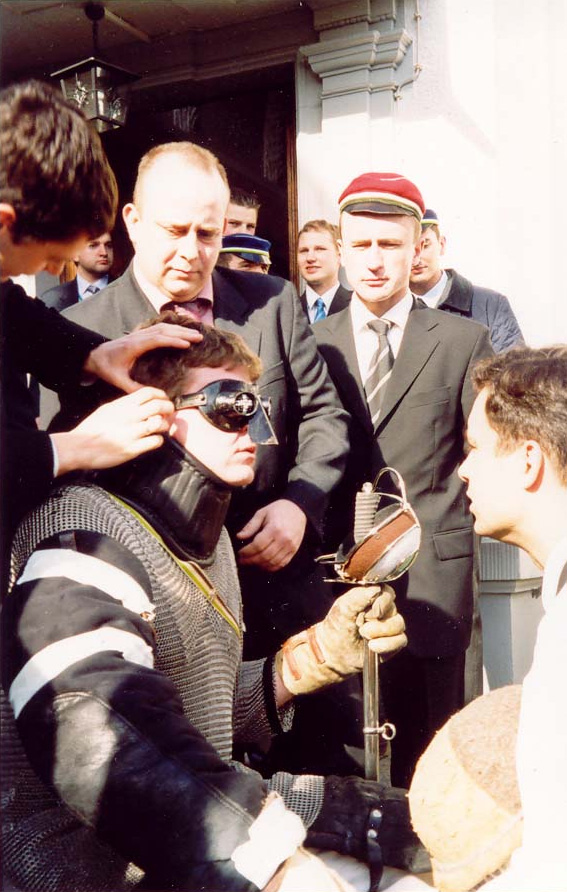
Przygotowanie do menzury – barwiarz korporacji akademickiej Sarmatia w stroju menzurowym z ochraniaczami i rapierem w barwach korporacji, obok olderman K! Sarmatia w czerwonym deklu petersburskim (2004)

Kodeksy menzurowe, jak i wybór broni są różne w zależności od miasta uniwersyteckiego. Obecnie podczas menzur stosuje się bandaże i osłony uniemożliwiające zadanie śmiertelnego obrażenia. Broń jest dezynfekowana.
W menzurze, oprócz dwóch pojedynkujących się studentów i członków ich korporacji, biorą udział: sędzia, sekundanci, lekarze, osoby odpowiedzialne za stan broni i jej dezynfekcję oraz czasami zaproszeni goście.
Menzury są nierozerwalnym, tradycyjnym elementem w społeczności korporacji akademickich Niemiec, Austrii, Szwajcarii, Litwy, Łotwy, Estonii i Polski. Jednak w korporacjach krajów dawnego bloku socjalistycznego, w tym Polsce, menzury odbywają się sporadycznie.
Wobec menzury korporacje mają różne postawy. I tak wyróżniamy:
1. menzurę obowiązkową – każdy członek danej korporacji musi odbyć ustalaną wewnętrznie liczbę menzur
2. menzurę fakultatywną – korporacja zezwala, a często zaleca odbywanie menzur
3. menzurę zakazaną – korporacja zabrania odbywanie menzur pod groźbą wykluczenia
4. menzurę "tak, ale..." – członkowie korporacji twierdzą, że są korporacjami, w których jest menzura, jednak znajomość tematu jest znikoma i przez ostatnich kilkadziesiąt lat w ich korporacjach nikt się nie poddał menzurze.

Najczęściej używany do menzur jest pałasz (zwany też rapierem lub szlagierem od niemieckiego schlagen – bić) obity barwami korporacji. Jest długi na 108 cm. Zaopatrzony w prostą, dwustronnie ostrzoną klingę. Bez względu na stosunek do menzury, często występuje jako element godła korporacji, element tradycyjnego ubioru korporanta, dekoracja kwatery korporacyjnej. W korporacjach nieprowadzących menzury bywa używany do uderzania w stół, celem uciszania zgromadzenia.